# Zelenîi Hai (Kașpero-Mîkolaiivka), Baștanka
Zelenîi Hai (în ucraineană Зелений Гай) este un sat în comuna Kașpero-Mîkolaiivka din raionul Baștanka, regiunea Mîkolaiiv, Ucraina.

## Demografie
Componența lingvistică a localității Zelenîi Hai
     Ucraineană (71,43%)
     Rusă (28,57%)
Conform recensământului din 2001, majoritatea populației localității Zelenîi Hai era vorbitoare de ucraineană (71,43%), existând în minoritate și vorbitori de rusă (28,57%).